# Wolf Wetzel
Wolf Wetzel (* 1956) ist ein deutscher Autor, Journalist und Publizist.
Wetzel ist Autor mehrerer Bücher und publiziert in verschiedenen Medien (u. a. Der Freitag, junge Welt und NachDenkSeiten). Von 2011 bis 2015 war Wetzel stellvertretendes Vorstandsmitglied von Business Crime Control. 2017 wurde er Redaktionsmitglied des Online-Magazins Rubikon, stieg aber ein Jahr später wieder aus.

## Werke
- als Verfasser: Krieg ist Frieden – Über Bagdad, Srebrenica, Genua, Kabul nach … 228 S., Unrast, Münster 2002, ISBN 3-89771-419-1.
- als Verfasser: Tödliche Schüsse – Eine dokumentarische Erzählung. 295 S., (Literaturverz. S. 289–291), Unrast, Münster 2008, ISBN 978-3-89771-649-0.
- als Herausgeber: Aufstand in den Städten. Unrast, Münster 2012, ISBN 978-3-89771-522-6.
- als Publizist: Die Hunde bellen ... Von A–RZ – Eine Zeitreise durch die 68er Revolte und die militanten Kämpfe der 70er bis 90er Jahre (Erlebnisbericht), ISBN 978-3-95405-009-3. (Hinweis: Der Zugriff auf die Publikation ist nur an den Lesesaalrechnern der Deutschen Nationalbibliothek in Leipzig und Frankfurt/Main möglich.)
- als Verfasser: Der NSU-VS-Komplex – Wo beginnt der Nationalsozialistische Untergrund – wo hört der Staat auf., 231 S., 3. Auflage. Unrast, Münster 2015, ISBN 978-3-89771-589-9.
- als Verfasser: Der Rechtsstaat im Untergrund – Big Brother, der NSU-Komplex und notwendige Illoyalität. 219 S., PapyRossa Verlag, Köln 2015, ISBN 978-3-89438-591-0.
- als Verfasser: Der Anti-Antifaschismus – Antifa, angebliche Nazis, rechtsoffener Staat und geheimdienstliche Neonazi-Verbrechen. 123 S., Hintergrund, Berlin 2023, ISBN 978-3-910568-05-1 (Broschur),  Online-Ausgabe: ISBN 978-3-91056806-8.
- als Verfasser: Die drei Hälften meines Lebens – Opfer, Täter, Störenfried., 284 S., Westend Verlag, Neu-Isenburg 2024, ISBN 978-3-86489-455-8. (Festeinband), Online-Ausgabe: ISBN 9783987910586.